# Suchodółka
Suchodółka – wieś w Polsce położona w województwie świętokrzyskim, w powiecie opatowskim, w gminie Ożarów.
| SIMC    | Nazwa     | Rodzaj     |
| ------- | --------- | ---------- |
| 0802828 | Niemcówka | przysiółek |
| 0802834 | Szczury   | przysiółek |

W latach 1975–1998 miejscowość administracyjnie należała do województwa tarnobrzeskiego.
Przez miejscowość przebiega droga wojewódzka nr 755.